# Alexandr Konstantinopolský
Alexandr Konstantinopolský (řecky Ἀλέξανδρος, Alexandros; kolem 237/245 – 337) byl konstantinopolský biskup a první arcibiskup (město bylo přejmenováno během jeho biskupství z Byzantia na Konstantinopol). Vědci považují většinu dostupných informací o Alexandrovi za legendy.

## Život
Podle Synaxaria pocházel Alexander z Kalábrie v Itálii a jeho rodiče se jmenovali Jiří a Vryaine. Od útlého věku se oddával Bohu a pobýval v klášteře, kde pěstoval ctnosti a stal se dobrým služebníkem Božím. Když se po dvacet dní přísně postil, dostalo se mu vidění Boha. Také po čtyři roky žil nahý (což byla tehdy přísná forma askeze). Tímto způsobem mnoho let putoval po Řecku se svými žáky Vitaliem a Nicephorem.
Alexander byl zvolen vikářem, aby pomohl letitému biskupovi sv. Metrofanovi z Byzance. V důsledku toho jsou Alexandr i Metrofanés uváděni jako první biskupové Konstantinopole (oba jsou také někdy uváděni jako první „patriarchové“ konstantinopolští, ačkoli biskupský stolec tehdy ještě nebyl povýšen na patriarší). Alexandr sloužil jako biskup až do své smrti v roce 337, tedy asi 23 let. Metrofanés zanechal ve své závěti pokyn, aby konstantinopolským biskupem zvolili jeho vikáře.
Během svého biskupství se Alexandr zabýval i debatami s pohanskými filozofy a oponoval herezím. Velmi ho chválili Řehoř Naziánský i Epifan ze Salaminy. Theodoretos ho nazval „apoštolským“ biskupem.
Když vypukl spor s ariány, patriarcha Alexandr Alexandrijský požádal Alexandra Konstantinopolského o spolupráci v boji proti tomu, co považoval za herezi. Podle většiny zdrojů byl Alexandr Konstantinopolský přítomen na prvním nikajském koncilu jako Metrofanův zástupce, ačkoli některé zdroje uvádějí, že Metrofanés (kterému v té době bylo 117 let) se zasedání zúčastnil osobně. Na koncilu byl Arius a jeho učení odsouzen.
Později si Arius přál být přijat zpět do společenství církve. Římský císař Konstantin I., kterého přesvědčil Eusebios, přikázal Alexandrovi formálně přijmout Aria zpět. Podle Sokrata Scholastica Arius ve skutečnosti nečinil pokání ze své hereze, ale projevoval se vyhýbavě, a biskup Alexandr si toho byl vědom. Alexandr, přestože Eusebiovi přívrženci mu hrozili svržením a vyhnáním, vytrval ve svém rozhodnutí nepřijmout Aria zpět do církve a uzavřel se v kostele Hagia Iréné (což byla v té době katedrála Konstantinopole) ve vroucí modlitbě, aby ho Bůh raději vzal z tohoto světa, než aby byl nucen přijmout do církve někoho, o kom se obával, že pouze předstírá pokání. Arius pak prý zemřel cestou do chrámu dříve, než mohl být přijat zpět do společenství.
Alexandr dlouho Aria nepřežil. Na smrtelné posteli prý jmenoval svého vikáře Pavla svým nástupcem a varoval své duchovenstvo před Makedoniem, který se stal biskupem v Konstantinopoli v roce 342 a jehož učení inspirovalo herezi makedonianismus.
Po smrti začal být Alexandr uctíván jako světec. Bohoslužba na jeho počest byla vytištěna v Benátkách v roce 1771. Podle některých starých rukopisů se jeho svátek připomínal 2. června. Dnes se slaví 30. srpna spolu se svátky dalších konstantinopolských patriarchů Jana IV. (582–595, připomínán také 2. září) a Pavla IV. (780–784).